# Werka Borisowa
Werka Borisowa, po mężu Stojanowa, bułg. Верка Борисова po mężu Стоянова (ur. 26 lutego 1955) – bułgarska siatkarka, medalistka olimpijska, dwukrotna medalistka mistrzostw Europy.
Podczas igrzysk w Moskwie w lipcu 1980 roku zdobyła brązowy medal olimpijski w turnieju kobiet. Bułgarska reprezentacja zajęła wówczas trzecie miejsce, przegrywając z zespołami ze Związku Radzieckiego i NRD. Borisowa wystąpiła we wszystkich pięciu meczach – w fazie grupowej przeciwko Rumunii (wygrana 3:1), Brazylii (wygrana 3:0) i Węgrom (przegrana 1:3), w półfinale przeciwko NRD (przegrana 2:3) i w meczu o 3. miejsce ponownie przeciwko Węgrom (wygrana 3:2).
W 1979 roku zdobyła brązowy medal mistrzostw Europy we Francji, a dwa lata później złoty medal mistrzostw Europy w Bułgarii.